# Мерілін Раменофскі
Мерілін Раменофскі (англ. Marilyn Ramenofsky, 20 серпня 1946) — американська плавчиня.
Призерка Олімпійських Ігор 1964 року.